# Kärntner Straße (weg)
De Kärntner Straße is een Bundesstraße in de Oostenrijkse deelstaat Karinthië.
De B83 verbindt Klagenfurt via Velden am Wörther See en Villach en de Italiaanse grens ten zuiden van Villach. De weg is 63,2 km lang.
Routebeschrijving
De B83 begint bij de afrit Klagenfurt-Nord waar ze aansluit op zowel de A2, de S37 als de B95. De B83 loopt door Klagenfurt waar achtereenvolgens de B70 en de B91 gekruist worden. De weg loopt door Krumpendorf am Wörthersee en kruist bij toerit Krumpendorf-West de aansluiting van toerit verder in westelijke richting en kent bij toerit Pörtschach-Ost aansluiting van de A2. De weg loopt verder door Pörtschach am Wörthersee en kent bij toerit Pörtschach-West de aansluiting van de A2 en loopt door Techelsberg am Wörther See. De B83 kruist bij toerit Velden-Ost, de A2 loopt door Velden am Wörther See, Wernberg kruist bij afrit Wernberg de A2 en komt in door Villach waar ze achtereenvolgens de B94, de B84, de B86 en de toerit Villach-Warmbad naar de A2. De weg kent zuidelijker nog de aansluiting van de B85 en de B109, loopt nog door Arnoldstein en kruist bij afrit Arnoldstein de A2. De B83 loopt vanaf hier in zuidelijke richting en eindigt op de grens met Italië waar de weg overgaat in de S13 naar Tarvisio.
Geschiedenis
De Norische Straße diende reeds in Romeinse tijd als handelsroute tussen Italië en Romeinse provincie Noricum, het huidige Oostenrijk. Talrijke vondsten uit de Romeinse tijd, waaronder enkele mijlpalen met inscripties die herinneren aan de aanleg van deze Norische Straße onder Septimius Severus. De weg die ooit Norische Straße heette werd in de vroege middeleeuwen als Pannonische Straße en vanaf de 10e eeuw als Magyarische Straße aangeduid. In de late middeleeuwen werd de weg Kanal-Straße genoemd. De oude Postweg die door het Kanaltal liep werd steeds beschadigd door rotslawines en hoog water die door de damwanden heen braken.

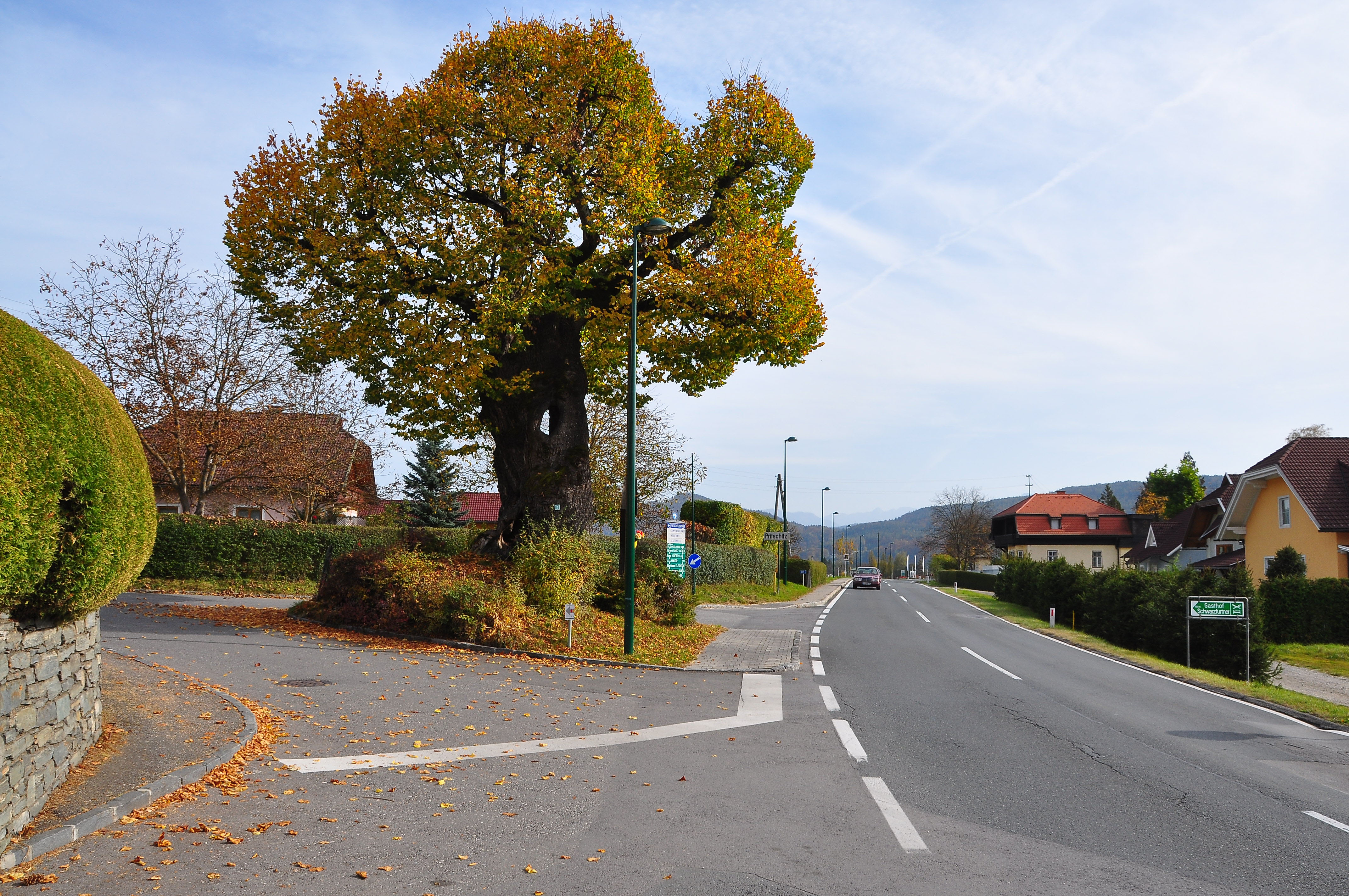
Napoleonlinde in Pritschitz, gemeente Pörtschach am Wörthersee
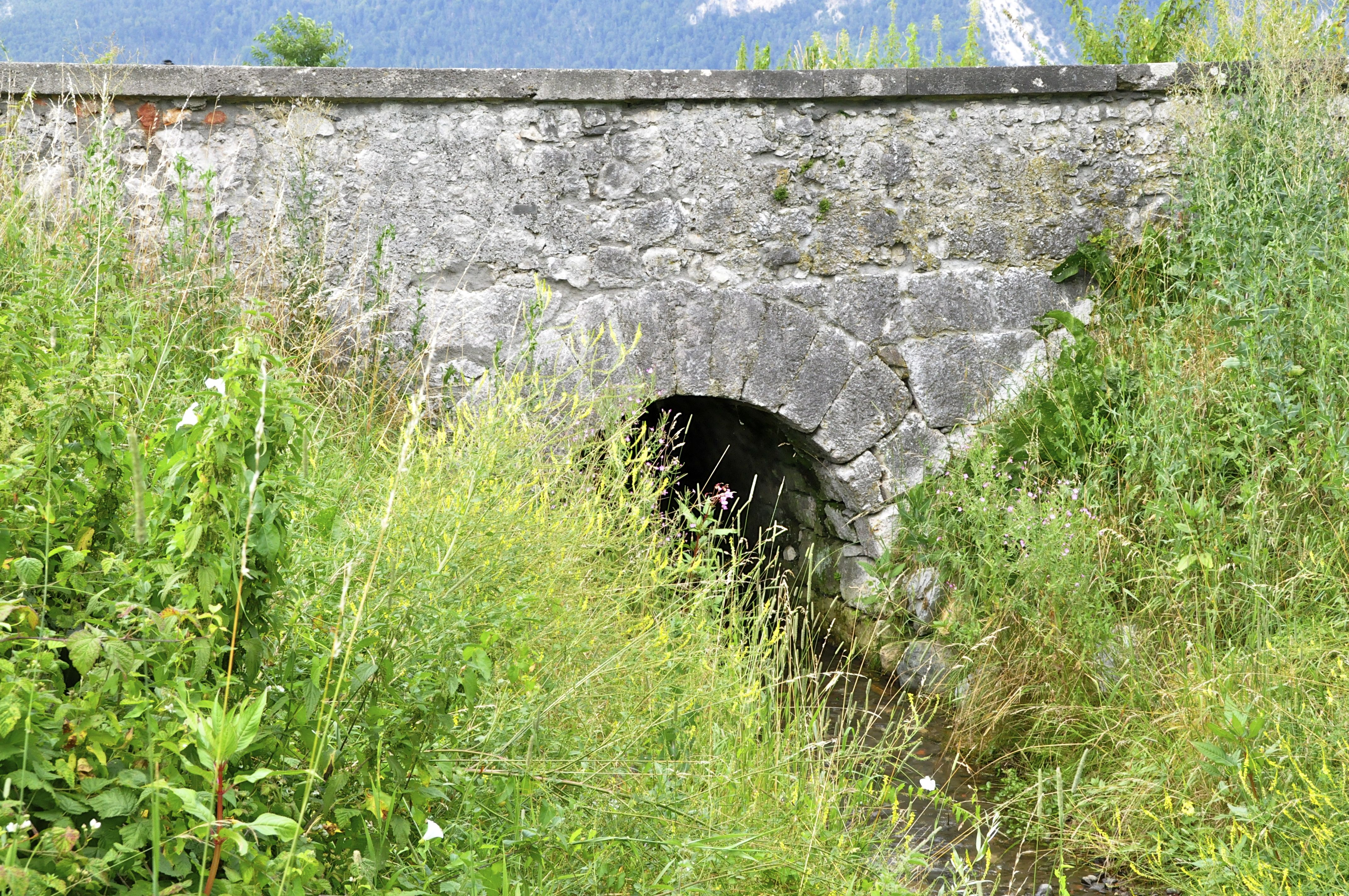
Steinbogenbrug in Riegersdorf
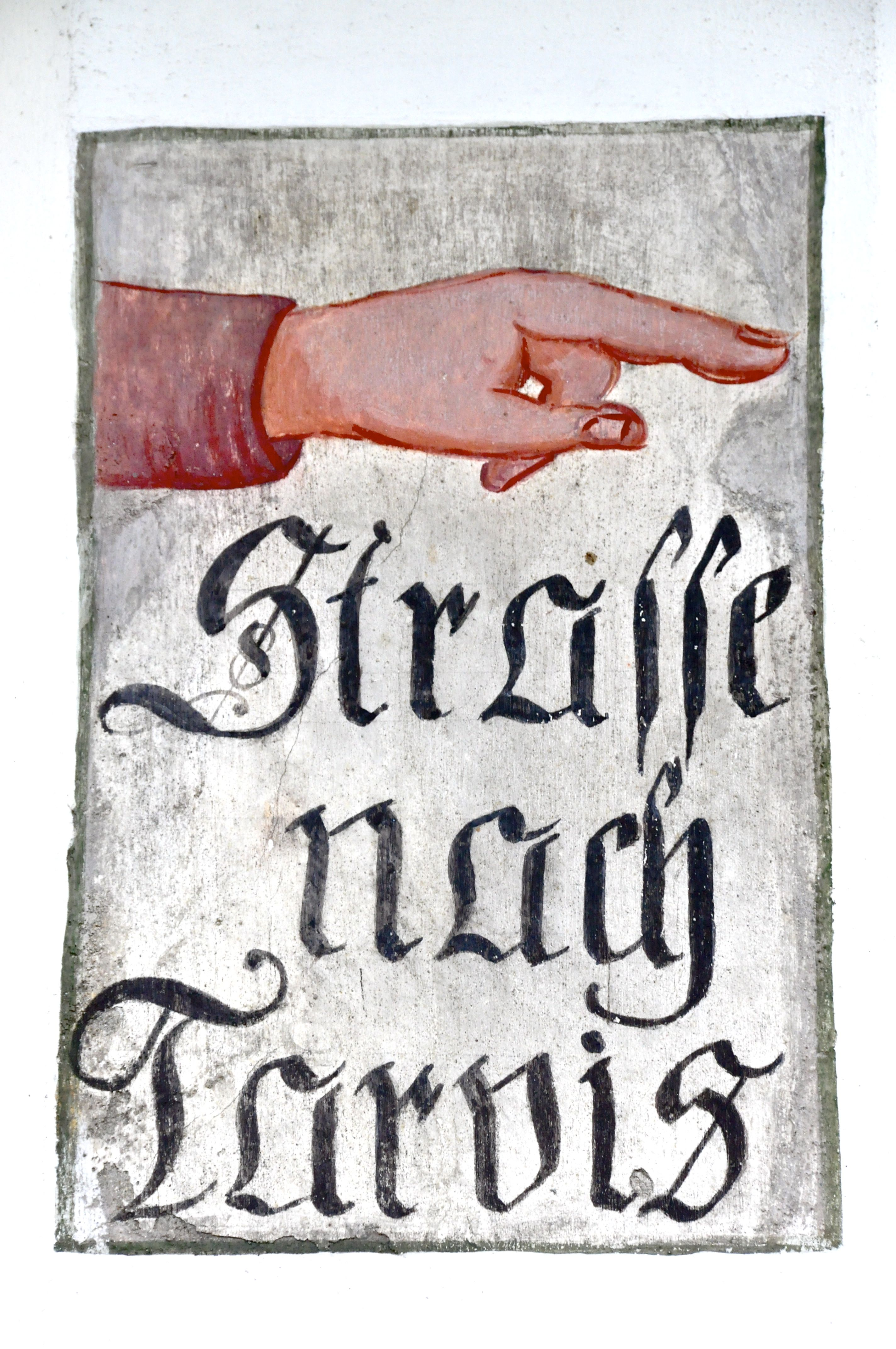
Wegwijzer bij de Riegersdorfer Wegkapelle
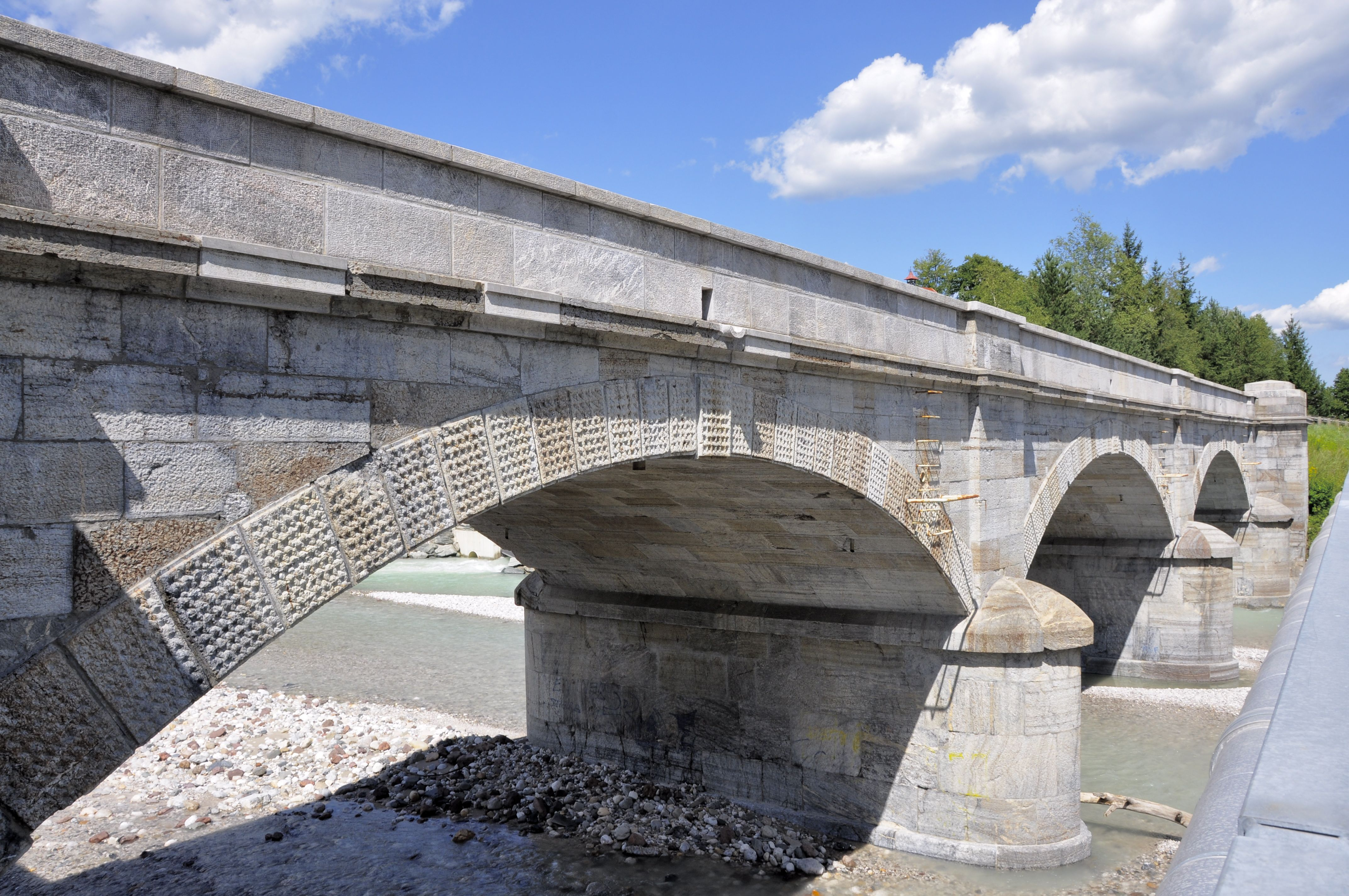
Gailitz-Viaduct tussen Arnoldstein en Hohenthurn

De Italiener Straße behoort tot de voormalige Reichsstraßen, die in 1921 als Bundesstraßen aangemerkt werden. Tot 1938 had deze weg tussen Wenen en Tarvis over de gehele lengte het nummer B10. Na de Anschluss werd de weg tot 1945 onderdeel van de Reichsstraße 116. Tussen 1949 en 1971 had de Triester Straße over de gehele afstand het nummer B17. Volgens de wegen wet van 1971 moest de S6 de Triester Straße vervangen. De B17 eindigde vanaf de openstelling van de S6 in Gloggnitz. Het zuidelijke gedeelte van de Triester Straße werd voortaan Kärntner Straße genoemd.
B1 · 
B2 · 
B3 · 
B4 · 
B5 · 
B6 · 
B7 · 
B8 · 
B9 · 
B10 · 
B11 · 
B12 · 
B13 · 
B14 · 
B15 · 
B16 · 
B17 · 
B18 · 
B19 · 
B20 ·  
B21 · 
B22 · 
B23 · 
B24 · 
B25 · 
B26 · 
B27 · 
B28 · 
B29 · 
B30 · 
B31 · 
B32 · 
B33 · 
B34 · 
B35 · 
B36 · 
B37 · 
B38 · 
B39 · 
B40 · 
B41 · 
B42 · 
B43 · 
B44 · 
B45 · 
B46 · 
B47 · 
B48 · 
B49 · 
B50 · 
B51 · 
B52 · 
B53 · 
B54 · 
B55 · 
B56 · 
B57 · 
B58 · 
B59 · 
B60 · 
B61 · 
B62 · 
B63 · 
B64 · 
B65 · 
B66 · 
B67 · 
B68 · 
B69 · 
B70 · 
B71 · 
B72 · 
B73 · 
B74 · 
B75 · 
B76 · 
B77 · 
B78 · 
B79 · 
B80 · 
B81 · 
B82 · 
B83 · 
B84 · 
B85 · 
B86 · 
B87 · 
B88 · 
B89 · 
B90 · 
B91 · 
B92 · 
B93 · 
B94 · 
B95 · 
B96 · 
B97 · 
B98 · 
B99 · 
B100 · 
B105 · 
B106 · 
B107 · 
B108 · 
B109 · 
B110 · 
B111 · 
B113 · 
B114 · 
B115 · 
B116 · 
B117 · 
B119 · 
B120 · 
B121 · 
B122 · 
B123 · 
B124 · 
B125 · 
B126 · 
B127 · 
B129 · 
B130 · 
B131 · 
B132 · 
B133 · 
B134 · 
B135 · 
B136 · 
B137 · 
B138 · 
B139 · 
B140 · 
B141 · 
B142 · 
B143 · 
B144 · 
B145 · 
B146 · 
B147 · 
B148 · 
B149 · 
B150 · 
B151 · 
B152 · 
B153 · 
B154 · 
B155 · 
B156 · 
B158 · 
B159 · 
B160 · 
B161 · 
B162 · 
B163 · 
B164 · 
B165 · 
B166 · 
B167 · 
B168 · 
B169 · 
B170 · 
B171 · 
B172 · 
B173 · 
B174 · 
B175 · 
B176 · 
B177 · 
B178 · 
B179 · 
B180 · 
B181 · 
B182 · 
B183 · 
B184 · 
B185 · 
B186 · 
B187 · 
B188 · 
B189 · 
B190 · 
B191 · 
B192 · 
B193 · 
B197 · 
B198 · 
B199 · 
B200 · 
B201 · 
B202 · 
B203 · 
B204 · 
B205 · 
B209 · 
B210 · 
B211 · 
B212 · 
B213 · 
B214 · 
B215 · 
B216 · 
B217 · 
B218 · 
B219 · 
B220 · 
B221 · 
B222 · 
B223 · 
B224 · 
B225 · 
B226 · 
B227 · 
B228 · 
B229 · 
B230 · 
B303 · 
B305 · 
B309 · 
B310 · 
B311 · 
B316 · 
B317 · 
B319 · 
B320